# Globe (Arizona)
Globe é uma cidade localizada no estado americano do Arizona, no condado de Gila, do qual é sede. Foi incorporada em 1907.

## Geografia
De acordo com o United States Census Bureau, a cidade tem uma área de 47,1 km², onde 47,09 km² estão cobertos por terra e 0,03 km² por água.

### Localidades na vizinhança
O diagrama seguinte representa as localidades num raio de 32 km ao redor de Globe.

## Demografia
Segundo o censo nacional de 2010, a sua população é de 7 532 habitantes e sua densidade populacional é de 160 hab/km². Possui 3 386 residências, que resulta em uma densidade de 71,9 residências/km².